# Stephen Reichert
Stephen Joseph Reichert O.F.M. Cap. (ur. 14 maja 1943 w Leoville, Kansas) – Amerykański duchowny katolicki, biskup Mendi w Papui-Nowej Gwinei w latach 1995-2010, arcybiskup Madangu od 2010.

## Życiorys
W 1963 wstąpił do zakonu Kapucynów. Święcenia kapłańskie otrzymał w dniu 27 września 1969.

## Episkopat
3 lutego 1995 papież Jan Paweł II mianował go biskupem diecezji Mendi w Papui-Nowej Gwinei. Sakry biskupiej udzielił mu 7 maja 1995 wikariusz apostolski diecezji Mendi - Firmin Schmidt. W dniu 30 listopada 2010 roku Benedykt XVI mianował go arcybiskupem Madangu. Urząd objął w dniu 2 lutego 2011. W dniu 20 września 2013 papież Franciszek mianował go administratorem apostolskim Wewak.